# Clinton (Iowa)
Clinton es una ciudad situada en el condado de Clinton, del que es además su capital, en el estado de Iowa, Estados Unidos. Según el censo de 2010 tenía una población de 26.885 habitantes.

## Geografía
Según la Oficina del Censo de los Estados Unidos, la localidad tiene un área total de 98,45 km², de los cuales 91,05 km² corresponden a tierra firme y el restante 7,4 km² a agua, que representa el 7,52% de la superficie total de la localidad.

## Demografía
Según el censo de 2010, había 26.885 personas residiendo en la localidad. La densidad de población era de 273,08 hab./km². Había 12202 viviendas con una densidad media de 123,94 viviendas/km². El 91,01% de los habitantes eran blancos, el 4,34% afroamericanos, el 0,35% amerindios, el 0,74% asiáticos, el 0,03% isleños del Pacífico, el 1,06% de otras razas, y el 2,47% pertenecía a dos o más razas. El 3,28% de la población eran hispanos o latinos de cualquier raza.